# Polystilifera
Polystilifera é uma subordem de vermes pertencentes à ordem Hoplonemertea.
Famílias:
- Armaueriidae
- Balaenanemertidae
- Brinkmanniidae
- Buergeriellidae
- Chuniellidae
- Dinonemertidae
- Drepanobandidae
- Drepanogigantidae
- Drepanophorellidae
- Drepanophoridae
- Drepanophoringiidae
- Nectonemertidae
- Pachynemertidae
- Paradrepanophoridae
- Pelagonemertidae
- Phallonemertidae
- Planktonemertidae
- Protopelagonemertidae
- Siboganemertidae
- Uniporidae